# Третинний сектор економіки
Трети́нний се́ктор еконо́міки або сфера послуг — один із трьох секторів економіки в рамках гіпотези трьох секторів, який включає економічну діяльність, пов'язану з послугами.
Поняття послуг охоплює всі види діяльності, що не завершуються виробництвом продукту, але сприяють процесу виробництва, покращуючи продуктивність. До послуг належить фінансова і банкова діяльність, транспорт, оптова і роздрібна торгівля, страхування, інформаційна галузь, медицина, освіта та індустрія розваг тощо.
Інформаційні технології часто відокремлюють і включають у четвертинний сектор економіки.
У розвинутих країнах третинний сектор економіки найбільший за кількістю працівників і зростає найшвидшими темпами.
Сфéра пóслуг — частина економіки, яка включає всі види комерційних послуг. Саме сфера послуг складає в економічно розвинутих країнах основну частину економіки (більше 50 %). Рештою частин економіки заведено вважати промисловість і сільське господарство.
Сферу послуг часто відносять до постіндустріального економічного устрою.
Працівники, зайняті у сфері послуг, і які безпосередньо обслуговують клієнтів, іменуються обслуговчим персоналом.

## Історія
В стародавні часи суспільне надання послуг не було розвинутим. Товарний обмін і торгівля здійснювалися, в основному у вигляді готових результатів сільськогосподарського або ремісничої праці.
У міру еволюції людства, науково-технічного прогресу, механізації і автоматизації фізичної праці, сфера послуг набирає темпів свого розвитку і стає ключовим сектором економіки. В постіндустріальній економіці основні невирішені завдання знаходяться якраз у сфері управління технікою, організації, розподілу готової продукції. В 21 столітті особливого розвитку і цінності набуває інтелектуальна людська праця. Розподіл інтелектуальної праці, створює величезну кількість спеціальностей і професій, що вимагають високої наукової підготовки, великого числа робочих місць, високого ступеня інтеграції сумісних людських зусиль, зростання суспільного добробуту. Такі тенденції напряму належать до сфери послуг і управління, що обумовлює її прискорене зростання у порівнянні зі старішими сферами діяльності людини. Для сфери послуг характерні вищі прибутки, ніж для промислового, і тим більше сільськогосподарського сектора економіки.

## Рівень (клас) послуг
Залежно від рівня наданих послуг (зазвичай входять до пакету послуг) вони діляться на ті чи інші класи (клас обслуговування), який може бути третій, другий, перший, економ- і бізнес-клас, вищий, преміум (люкс).
У готелях існує система зірок.

## Приклади
До сфери послуг відносять:
- Послуги громадського харчування
- Фінансові послуги
- Інформаційні послуги (ІТ-консалтинг та ін.)
- Житлово-комунальні послуги
- Побутові послуги
- Послуги оренди
- Інтимні послуги
- Туристичні послуги
- Юридичні послуги
- Готельні послуги
- Охоронні послуги
- Послуги перекладачів
- Торгові послуги
- Транспортні послуги
- Розваги
- Адміністративні послуги
- Медичні послуги
- Будівельні послуги
- Перукарські послуги
- Послуги технічного обслуговування транспорту
- Освітні послуги
- Послуги ремонту цифрової та побутової техніки
- Прибиральні послуги